# Verwaltungsgemeinschaft Laaber
Die Verwaltungsgemeinschaft Laaber liegt im Oberpfälzer Landkreis Regensburg und wird von folgenden Gemeinden gebildet:
1. Brunn, 1553 Einwohner, 16,12 km²
2. Deuerling, 1993 Einwohner, 7,11 km²
3. Laaber, Markt, 5366 Einwohner, 29,66 km²

Sitz der Verwaltungsgemeinschaft ist Laaber. Gemeinschaftsvorsitzender ist Hans Schmid (CSU).